# NGC 3517-1
NGC 3517-1 (другие обозначения — UGC 6144, MCG 10-16-55, ZWG 291.27, KCPG 266A, IRAS11026+5647, PGC 33526) — спиральная галактика (Sb) в созвездии Большой Медведицы. Открыта Уильямом Гершелем в 1793 году.
Этот объект входит в число перечисленных в оригинальной редакции «Нового общего каталога».
Галактика NGC 3517 входит в состав группы галактик NGC 3610. Помимо NGC 3517 в группу также входят ещё 12 галактик.
Это обращённая диском к наблюдателю спиральная галактика с небольшим округлым ядром и зернистыми спиральными рукавами. На фотографиях на расстоянии 0,6′ к северу видна вытянутая соседняя галактика (MCG 10-16-55, обозначаемая иногда NGC 3517-2, однако это обозначение не общепринято), возможно, находящаяся в контакте с NGC 3517. Спроецированное расстояние между ядрами галактик на предполагаемом расстоянии составляло бы около 75 тыс. световых лет. 
При визуальном наблюдении в любительский телескоп галактика NGC 3517 выглядит относительно слабой, но при среднем увеличении хорошо видна. Это круглый, довольно хорошо очерченный объект с достаточно равномерной поверхностной яркостью диска. Радиальная скорость: 8281 км/с. Расстояние: 370 млн световых лет. Диаметр: 108 тыс. световых лет.
Галактика (вместе с её компаньоном) рассматривалась как возможный источник кластера из пяти частиц космических лучей ультравысоких энергий (более 4·1019 эВ), наблюдавшегося в экспериментах AGASA, HiRes и Якутск.